# Selena (Nederländerna)
Selena, född 9 augusti 1965 i Nijmegen, är en sångerska från Nederländerna som under 1980-talet hade stora hits discolåtarna Shotgun, So Far Away och Timebomb.